# Lucas Gassel
Lucas Gassel (Helmond, c. 1490 – Brussel·les, 1568) va ser un pintor flamenc i dibuixant de l'època manierista, molt conegut als Països Baixos, però poques de les seves obres han sobreviscut. Segons Karel van Mander va ser un pintor de paisatges molt admirat per l'humanista Dominicus Lampsonius, que també va ser amic seu.
Segons el RKD va deixar la seva ciutat natal cap al 1520 i es va instal·lar a Anvers. Posteriorment es va traslladar a Brussel·les, on va morir.
Va començar la seva carrera com a pintor a Anvers probablement entre el 1520 i 1530, en els seus inicis va treballar per a altres artistes creant fons amb paisatges. L'última imatge coneguda del pintor data de 1568. Les seves imatges mostren principalment temes bíblics en un marc de paisatges rocosos en la seva majoria muntanyencs. Entre les seves obres, a més d'altres tipus de paisatges, hi destaquen les panoràmiques de ciutats i les escenes amb arquitectures. El seu estil és similar al de Joachim Patinir i Herri Met de Bles.
Una de les seves obres més conegudes, "Paisatge amb Sant Jerònim penitent", es caracteritza pel detall present en els jardins i la complexitat de detall que s'aprecia en el monestir que hi ha al fons de la pintura. En primer pla podem veure la figura semi-despullada de Sant Jerònim, de genolls enfront d'un crucifix, busca deixar clar que realitza la seva penitència en solitud. Els atributs habituals en les imatges del sant, com el barret, la roba de cardenal i el lleó, es distribueixen al voltant de la imatge.

## Obres

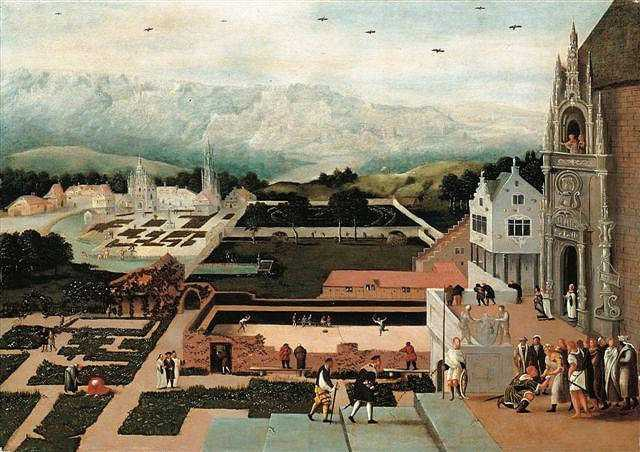
David i Betsabé
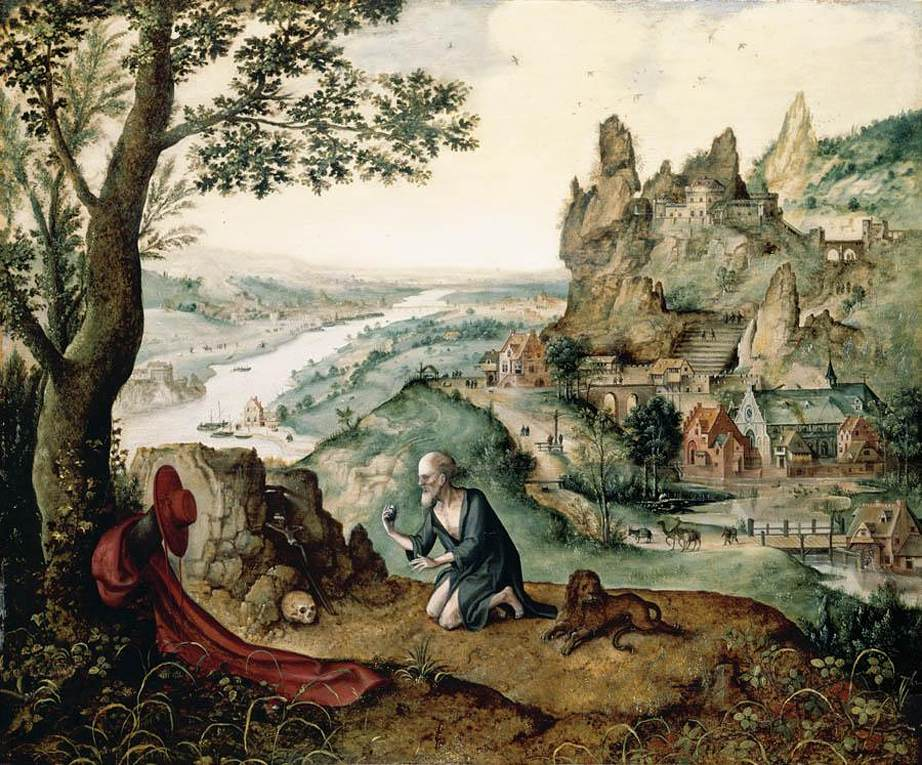
Sant Jerònim penitent
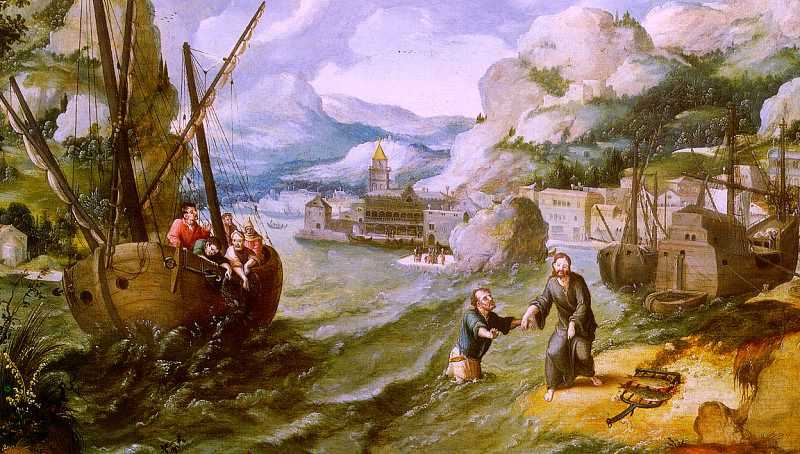
Crist amb Sant Pere i els seus deixebles al mar de Galilea
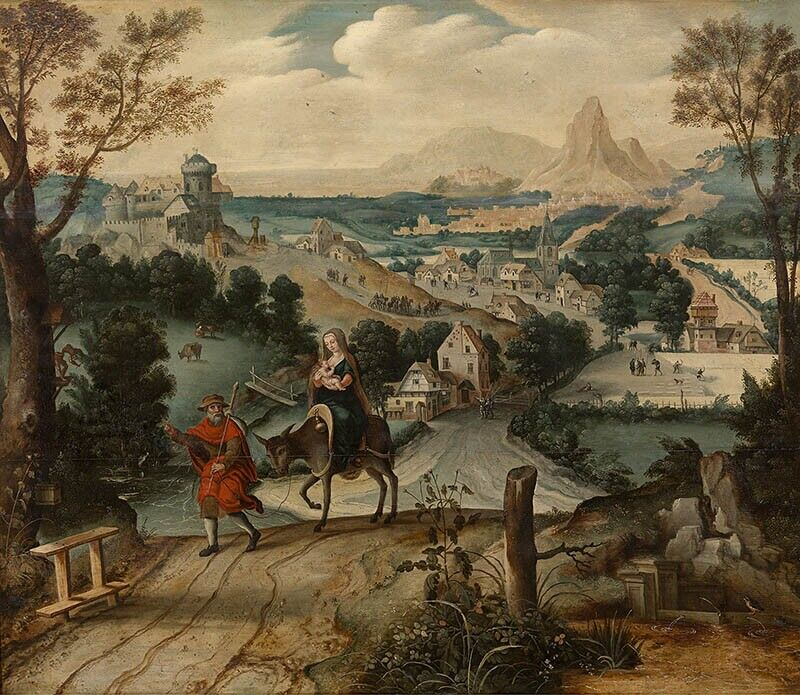
Fugida a Egipte